# Metroland (album)
Metroland je glazba iz istoimenog filma Metroland.

## Popis pjesama
1. "Metroland theme" (instrumental) - Mark Knopfler
2. "Annick" - Mark Knopfler
3. "Tous les Garçon et les Filles" - Françoise Hardy
4. "Brats" -  Mark Knopfler
5. "Blues Clair" - Django Reinhardt
6. "Down day" - Mark Knopfler
7. "A Walk in Paris" - Mark Knopfler
8. "She's gone" - Mark Knopfler
9. "Minor Swing" - Django Reinhardt i Quintette du Hot Club de France
10. "Peaches" - The Stranglers
11. "Sultans of Swing" - Dire Straits
12. "So You Win Again" - Hot Chocolate
13. "Alison" - Elvis Costello
14. "Metroland" - Mark Knopfler

## Izvođači
- Mark Knopfler – gitare i vokal
- Richard Bennett – gitare
- Jim Cox – klavir i Hammond orgulje
- Guy Fletcher – klavijature
- Steve Sidwell - truba i flugelhorn truba
- Chris White - saksofon i flauta
- Glenn Worf – bas
- Chad Cromwell – bubnjevi